# Seem Sogn
Seem Sogn ist eine Kirchspielsgemeinde (dän.: Sogn) im südlichen Jütland, Dänemark. Bis 1970 gehörte sie zur Harde Ribe Herred im damaligen Ribe Amt, danach zur Ribe Kommune im erweiterten Ribe Amt, die im Zuge der  Kommunalreform zum 1. Januar 2007 in der „neuen“  Esbjerg Kommune in der Region Syddanmark aufgegangen ist.
Im Kirchspiel leben 611 Einwohner (Stand:1. Januar 2023). Im Kirchspiel liegt die Kirche „Seem Kirke“.
Nachbargemeinden sind im Norden Obbekær Sogn, im Osten Gram Sogn in der Haderslev Kommune, im Süden Spandet Sogn und Roager Sogn und im Westen Ribe Domsogn und Sankt Katharine Sogn. Der Ort liegt rund 90 Kilometer nordwestlich von Flensburg. Größere Städte in der Umgebung sind Esbjerg, etwa 38 Kilometer nordwestlich sowie Kolding, rund 56 Kilometer nordöstlich.